# Mironeasa
Mironeasa is een Roemeense gemeente in het district Iași.
Mironeasa telt 4727 inwoners.